# Max Raub
Max Raub (n. 13 aprilie 1926, Viena, Republica Austriacă – d. 9 noiembrie 2019, Viena, Austria) a fost un canoist ce a reprezentat Austria, medaliat olimpic. A participat la 2 ediții ale Jocurilor Olimpice (1952, 1956) în care a câștigat două medalii de bronz.